# Liang Xinping
Pour les articles homonymes, voir Liang.
Liang Xinping est une nageuse synchronisée chinoise née le 31 juillet 1994 à Huai'an. Elle remporte la médaille d'argent du ballet aux Jeux olympiques d'été de 2016 à Rio de Janeiro.